# Lapidot
Lapidot (en hebreo, לַפִּידוֹת, lit. antorchas) es un moshav ubicado en el norte de Israel. Tiene una población estimada, a fines de 2021, de 129 habitantes.
Situado cerca de Carmiel y Ma'alot-Tarshiha, se encuentra bajo la jurisdicción del Concejo Regional Ma'ale Yosef.

## Historia
El moshav fue fundado en 1978 por residentes de otros moshavim de la zona.

## Economía
En el asentamiento hay una granja avícola compartida por los vecinos, así como una granja agrícola privada, que incluye vacas y caballos. La mayoría de la población trabaja en el área industrial de Tefen.